# Manfred Göthert

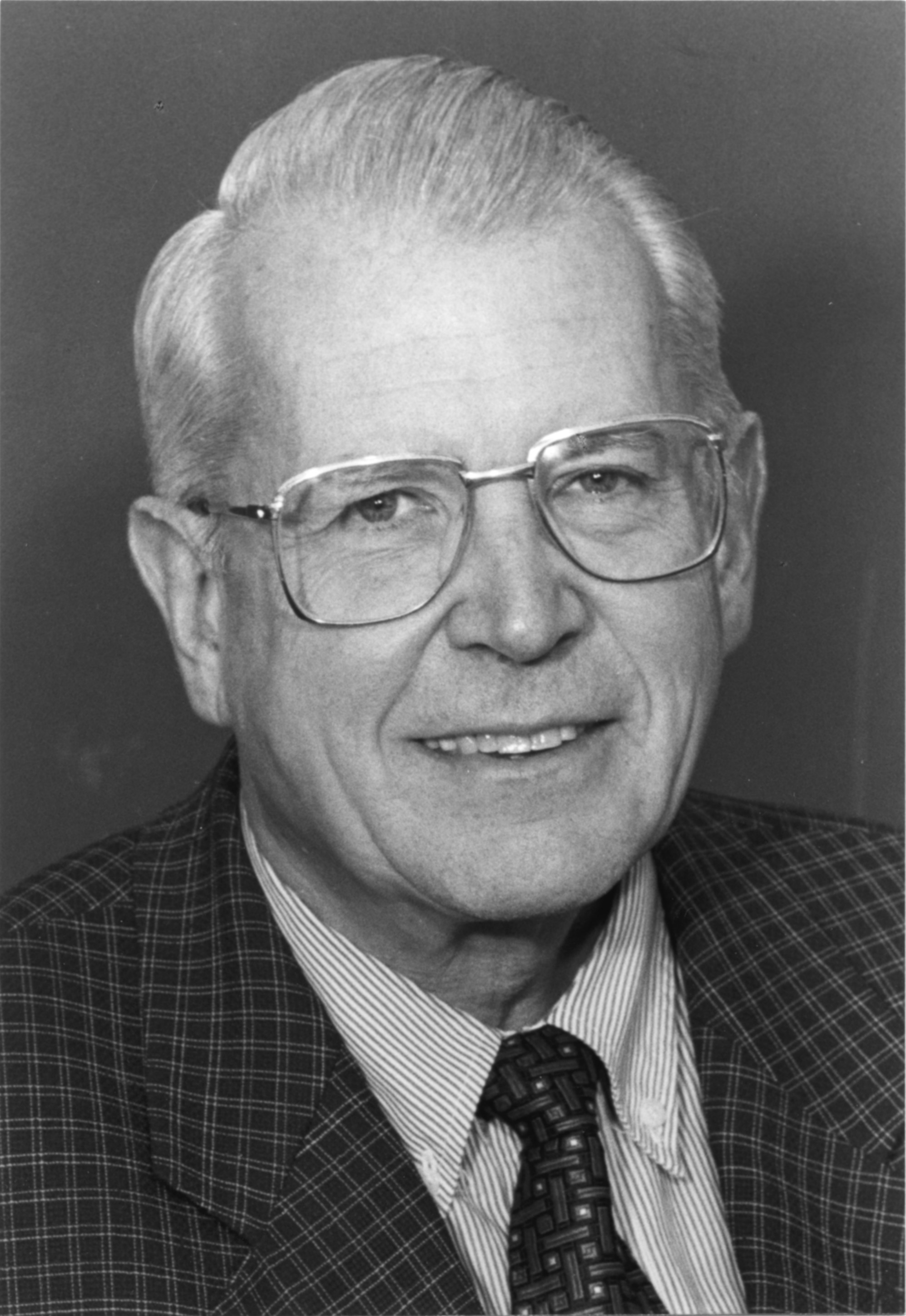
Manfred Göthert, 1997

Manfred Göthert (* 12. Dezember 1939 in Braunschweig; † 28. Juni 2019) war ein deutscher Arzt und Pharmakologe.

## Leben
Seine Eltern waren der Physiker Rudolf Göthert und seine Frau Luise geb. Freise. Manfred Göthert besuchte Schulen in Deutschland und Frankreich, legte 1959 in Braunschweig die Abiturprüfung ab und studierte dann in Hamburg, Freiburg im Breisgau, Innsbruck, Wien und Göttingen Medizin. Nach Staatsexamen und Promotion zum Dr. med. im Jahr 1965 arbeitete er von 1967 bis 1978 am Pharmakologischen Institut der Universität Hamburg bei Günther Malorny. Hier habilitierte er sich 1971 für Pharmakologie und Toxikologie. Von 1978 bis 1985 war er Professor für biochemische Neuropharmakologie am Pharmakologischen Institut der Universität Essen bei Hans-Joachim Schümann. 1985 wurde er auf den Lehrstuhl für Pharmakologie und Toxikologie der Universität Bonn berufen, den er bis zu seiner Emeritierung 2006 innehatte. Einen Ruf nach Lübeck lehnte er 1989 ab. Viereinhalb Jahre lang, von 1998 bis 2002, war er Dekan der Bonner Medizinischen Fakultät. Ab 2002 war er Rektoratsbeauftragter der Universität Bonn für die Zusammenarbeit mit dem Collège de France in Paris.
Seit 1966 war er mit der Ärztin Irmgard Karin geb. Scheibler verheiratet, mit der er drei Söhne hatte. Manfred Göthert wurde auf dem Hamburger Friedhof Blankenese beigesetzt.

## Forschung
Sein Forschungsgebiet war die Neuropharmakologie. Bemerkenswert sind besonders Erkenntnisse über den Wirkmechanismus von Ethanol und Narkosemitteln, über den Neurotransmitter Serotonin, über präsynaptische Rezeptoren und über Imidazolin-Rezeptoren.

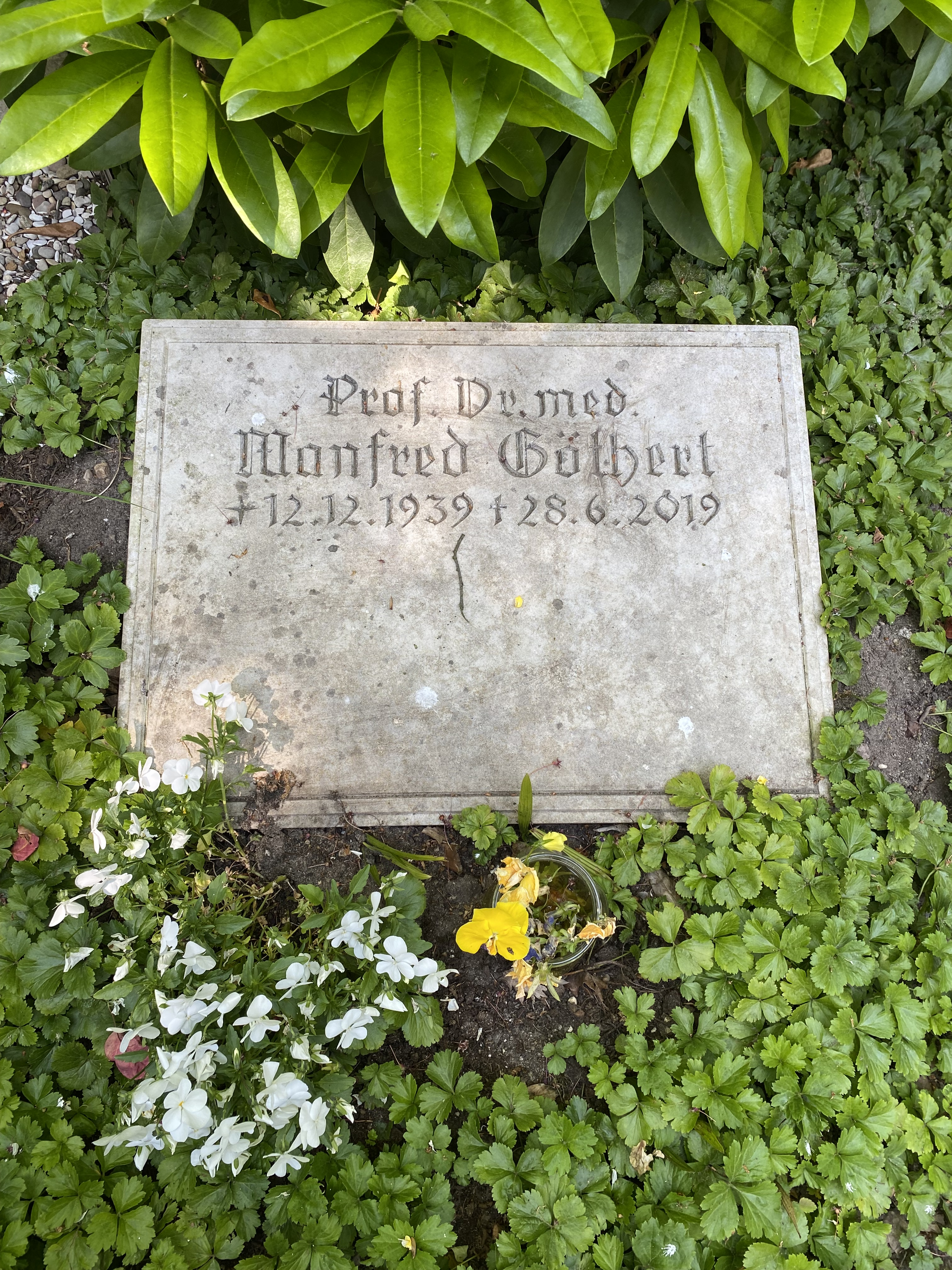
Grabstätte auf dem Friedhof Blankenese

In Hamburg entschloss sich Göthert, die Kreislaufwirkungen des Narkosemittels Halothan zu klären. Halothan hemmte die Freisetzung von Katecholaminen aus dem Nebennierenmark. Es hemmte auch die Freisetzung von Noradrenalin aus postganglionär-sympathischen Neuronen. Dasselbe taten Ethanol und andere Narkosemittel, und zwar abhängig von der Art der Freisetzungsauslösung: Die Freisetzung durch elektrische Reizung wurde kaum vermindert, die Freisetzung durch Nicotin dagegen stark. Nicotin setzt Noradrenalin frei, indem es Nicotinrezeptoren aktiviert. Nicotinrezeptoren sind liganden-gesteuerte Ionenkanäle. Es stellte sich heraus: Ethanol und Narkosemittel blockierten selektiv liganden-gesteuerte Ionenkanäle. Nicht, wie seit Hans Horst Meyer meist angenommen, eine unspezifische Einlagerung in die Lipide von Biomembranen, sondern eine selektive Interaktion mit diesen Rezeptorproteinen lag den typischen Wirkungen – wohl auch der einschläfernden bis narkotischen Wirkung – auf molekularer Ebene zugrunde: ein Umbruch.
Die Fertigkeit, Katecholamine zu messen, brachte Göthert mit dem Hamburger Neuroanatomen und Serotonin-Forscher Hans Georg Baumgarten (* 1936) zusammen. Es entstanden gemeinsame Arbeiten und schließlich, Eröffnung eines neuen Forschungsweges, der Nachweis, dass Serotonin seine eigene Freisetzung aus Gehirn-Neuronen hemmte, dass es also präsynaptische Serotonin-Autorezeptoren gab. Es gelang Götherts Essener Gruppe gemeinsam mit Forschern der Firma Sandoz in Basel in mehreren Schritten, diese Serotonin-Autorezeptoren in das große Spektrum der Serotoninrezeptoren einzuordnen. 1997 haben Baumgarten und Göthert das damalige Wissen über Serotonin im Handbuch der experimentellen Pharmakologie zusammengefasst.
Über die präsynaptischen Serotonin-Autorezeptoren hinaus hat Göthert das Wissen über präsynaptische Rezeptoren vielfältig bereichert. Elegant hat er bestätigt, dass hemmende präsynaptische Rezeptoren primär den Einstrom von Calcium in präsynaptische Endigungen und so sekundär die Transmitter-Exozytose bremsen. Er hat präsynaptische Rezeptoren für Somatostatin und Adrenocorticotropin entdeckt, präsynaptische α2-Adrenozeptoren sowie Rezeptoren für Histamin, Cannabinoide, Prostaglandine, γ-Aminobuttersäure und Glutaminsäure näher charakterisiert und Wechselwirkungen zwischen ihnen analysiert. Nicht zuletzt dank seiner Forschung ist die zunächst umstrittene Existenz präsynaptischer Autorezeptoren heute allgemein anerkannt.
Gibt es zu diesen drei Forschungsthemen gesicherte Ergebnisse, so bedürfen die Befunde zum vierten Thema noch einer Konsens-Interpretation. Die Hypothese lautet, es gebe sogenannte Imidazolin-Rezeptoren und diese seien für die blutdrucksenkende Wirkung von Antisympathotonika von der Art des Clonidins verantwortlich. Götherts Gruppe in Bonn hat dazu unter anderem den Nachweis einer neuartigen präsynaptischen Hemmung durch Imidazoline beigetragen und vorgeschlagen, die Rezeptoren könnten mit Rezeptoren für körpereigene Lysophosphatide identisch sein. Andere Forscher widersprechen der Hypothese.

## Forschungsorganisation
Göthert war von 1997 bis 1999 Präsident der Deutschen Gesellschaft für Experimentelle und Klinische Pharmakologie und Toxikologie (DGPT) und von 2004 bis 2006 Präsident der Federation of European Pharmacological Societies (EPHAR). Er war Gründungsmitglied (1987) und von 1994 bis 1998 Vizepräsident des Serotonin Club sowie von 1987 bis 2009 Mitglied des Nomenclature Committee for Serotonin Receptors der International Union of Pharmacology (IUPHAR).
Von 1996 bis 2005 gehörte er der Arzneimittelkommission der deutschen Ärzteschaft an.
Von 1982 bis 2007 war er Herausgeber oder Beratender Herausgeber von Naunyn-Schmiedeberg’s Archives of Pharmacology, von 1995 bis 2002 Managing Editor.

## Ehrungen
Göthert war Mitglied der Polnischen Akademie der Künste und Wissenschaften (1997) und der Deutschen Akademie der Naturforscher Leopoldina (1998) sowie Ehrenmitglied der Polnischen Pharmakologischen Gesellschaft (2001), des Serotonin Club (2008) und der Deutschen Gesellschaft für Pharmakologie (Teilgesellschaft der DGPT) (2014).
Er war Ehrendoktor der Medizinischen Universität Białystok (2003) und der Schlesischen Medizinischen Universität Kattowitz (2004).